# Barchilla
Barchilla je stará jednotka objemu používaná ve Španělsku. Její velikost se lišila v jednotlivých oblastech.

## Převodní vztahy
- v Alicante 1 barchilla = 20,25 l = 1/12 cahiz
- v Barceloně 1 barchilla = 16,92 l = 1/12 cahiz